# Liste der Bodendenkmäler in Elfershausen
Auf dieser Seite sind die Bodendenkmäler in dem unterfränkischen Markt Elfershausen zusammengestellt. Diese Tabelle ist eine Teilliste der Liste der Bodendenkmäler in Bayern. Grundlage ist die Bayerische Denkmalliste, die auf Basis des Bayerischen Denkmalschutzgesetzes vom 1. Oktober 1973 erstmals erstellt wurde und seither durch das Bayerische Landesamt für Denkmalpflege geführt wird. Die folgenden Angaben ersetzen nicht die rechtsverbindliche Auskunft der Denkmalschutzbehörde.

## Bodendenkmäler in Elfershausen
| Lage       | Objekt                                                                                      | Akten-Nr.     | Bild |
| ---------- | ------------------------------------------------------------------------------------------- | ------------- | ---- |
| (Standort) | Ringwall „Schwedenschanze“ der jüngeren Urnenfelderzeit, der späten Hallstattzeit           | D-6-5825-0001 |      |
| (Standort) | Bestattungsplatz mit Grabhügeln vorgeschichtlicher Zeit mit Bestattungen der Hallstattzeit. | D-6-5825-0002 |      |
| (Standort) | Siedlung des frühen Mittelalters.                                                           | D-6-5825-0004 |      |
| (Standort) | Mittelalterlicher Burgstall „Alt-Trimburg“.                                                 | D-6-5825-0005 |      |
| (Standort) | Untertägige Teile der frühneuzeitlichen Kath. Kirche St. Elisabeth in Trimberg, Fundamente  | D-6-5825-0006 |      |
| (Standort) | Siedlung der Linearbandkeramik, der Urnenfelderzeit, vermutlich der Hallstattzeit           | D-6-5825-0038 |      |
| (Standort) | Archäologische Befunde im Bereich des frühneuzeitlichen Schlosses von Elfershausen.         | D-6-5825-0048 |      |
| (Standort) | Untertägige Teile und Fundamente mittelalterlicher und frühneuzeitlicher Vorgängerbauten    | D-6-5825-0049 |      |
| (Standort) | Befunde des Mittelalters und der frühen Neuzeit                                             | D-6-5825-0050 |      |
| (Standort) | Untertägige Teile der frühneuzeitlichen Kath. Kirche St. Valentin in Engenthal              | D-6-5825-0052 |      |
| (Standort) | Untertägige Teile der spätmittelalterlichen bis neuzeitlichen Kath. Pfarrkirche St. Vitus   | D-6-5825-0054 |      |
| (Standort) | Untertägige Teile der im Kern frühneuzeitlichen Kath. Pfarrkirche St. Jakobus d. Ä.         | D-6-5825-0058 |      |
| (Standort) | Untertägige Teile der frühneuzeitlichen Kreuzkapelle in Machtilshausen.                     | D-6-5825-0060 |      |
| (Standort) | Untertägige Teile erhaltener und abgegangener Bauten im Bereich der mittelalterlichen       | D-6-5825-0062 |      |
| (Standort) | Mittelalterliche Wüstung „Mettal“.                                                          | D-6-5825-0103 |      |
| (Standort) | Siedlung des frühen Mittelalters.                                                           | D-6-5825-0104 |      |
| (Standort) | Siedlung des frühen Mittelalters.                                                           | D-6-5825-0106 |      |
| (Standort) | Abschnittsbefestigung vor- und frühgeschichtlicher oder frühmittelalterlicher Zeitstellung. | D-6-5825-0107 |      |
| (Standort) | Bestattungsplatz mit Grabhügeln vorgeschichtlicher Zeitstellung.                            | D-6-5825-0109 |      |
| (Standort) | Bestattungsplatz mit Grabhügeln vorgeschichtlicher Zeitstellung.                            | D-6-5825-0111 |      |
| (Standort) | Mittelalterlicher Burgstall.                                                                | D-6-5826-0013 |      |
| (Standort) | Bestattungsplatz mit Grabhügeln vorgeschichtlicher Zeitstellung.                            | D-6-5826-0014 |      |
| (Standort) | Siedlung der Linearbandkeramik und der Metallzeiten.                                        | D-6-5826-0108 |      |
| (Standort) | Bestattungsplatz mit Grabhügel vorgeschichtlicher Zeitstellung.                             | D-6-5826-0109 |      |
| (Standort) | Bestattungsplatz mit Grabhügel vorgeschichtlicher Zeitstellung.                             | D-6-5826-0110 |      |
| (Standort) | Siedlung der Linearbandkeramik und des Endneolithikums sowie vermutlich der Bronzezeit.     | D-6-5925-0050 |      |
| (Standort) | Siedlung der Linearbandkeramik.                                                             | D-6-5925-0098 |      |